# Grimmia brittoniae
Grimmia brittoniae là một loài Rêu trong họ Grimmiaceae. Loài này được R.S. Williams mô tả khoa học đầu tiên năm 1900.